# Daniel Adjei
Daniel Yaw Adjei (ur. 10 listopada 1989 w Dansomanie) – ghański piłkarz grający na pozycji bramkarza.

## Kariera klubowa
Karierę piłkarską Adjei rozpoczął w klubie B.T. International. Następnie w 2007 roku został zawodnikiem akademii piłkarskiej klubu Liberty Professionals FC z rodzinnego Dansomanu. W 2008 roku awansował do kadry pierwszej drużyny i wtedy też zadebiutował w jego barwach w pierwszej lidze ghańskiej. Zawodnikiem Liberty był do 2013 roku. Następnie występował w zespołach Free State Stars FC, Liberty Professionals FC, Medeama SC, Simba SC, Jimma City oraz Sebeta City FC.

## Kariera reprezentacyjna
W 2009 roku Adjei wraz z reprezentacją Ghany U-20 wystąpił na Mistrzostwach Świata U-20 w Egipcie. Z Ghaną wywalczył mistrzostwo świata, a w finałowym spotkaniu z Brazylią obronił trzy rzuty karne w serii rzutów karnych.
Pierwsze powołanie do dorosłej reprezentacji Ghany Adjei otrzymał w 2009 roku na mecz z Mali. W 2010 roku został powołany do kadry na Puchar Narodów Afryki 2010.